# Here (anatómia)
A here (testis) a hímvessző alatt helyezkedik el, a hím nemzőapparátus része, páros, szilva alakú szerv, mely a herezacskóban (scrotum) foglal helyet. Fejlődéstani eredete alapján a női petefészekkel analóg, funkciója a hímivarsejtek (spermium vagy spermatozoon) képzése, melyhez nélkülözhetetlen nyomelem a szelén, valamint a férfi nemi hormon, a tesztoszteron termelése.

## Anatómiája

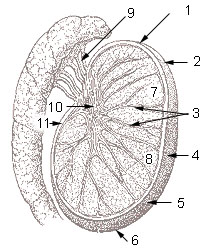
Jelmagyarázat:
1. a here felső pólusa
2. tunica albuginea
3. septula testis
4. elülső felszín
5. lateralis felszín
6. a here alsó pólusa
7. lobuli testis
8. here parenchyma
9. ductuli efferentes testis
10. mediastinum testis
11. a here hátsó felszíne

A herék lebenyezett szervek, kívülről egy kollagénban gazdag tok (tunica albuginea) veszi őket körül, amiről a lebenyeket elválasztó sövények (septula testis) erednek. A lebenyek ék alakúak, a sövények a here kapuban (mediastinum testis) összetalálkoznak, rajtuk a lebenyekből érkező csatornák haladnak keresztül, melyek a here hátsó felszínén található mellékherébe (epididymis) vezetnek.
A lebenyek lényegében kis csövekből állnak, melyek a felszínhez közel kanyargósak (tubuli seminiferi contorti), majd a here kapuhoz érve kiegyenesednek (tubuli seminiferi recti). Itt finom, hálózatos elrendeződést mutatnak (rete testis), majd ismét nagyobb különálló csatornákat képeznek (ductuli efferentes testis). Ezek már a mellékheréhez tartoznak.
A herék az embrióban a hasüregben kezdenek fejlődni, és a fejlődés során innen szállnak le a gáttájékra. Vándorlásuk során a lágyékcsatornán (canalis inguinalis) haladnak keresztül, maguk előtt tolva a hasüreg rétegeit. Ezek a rétegek, bár némelyik csak csökevényes formában, de mind megtalálhatók a herék, a mellékherék, valamint az ondóvezeték körül.

### Szövettana
Szövettanilag a here csatornákat bazál membrán (membrana basalis) veszi körül, ezeken ülnek az ún. Sertoli-féle dajkasejtek, melyek egymással szorosan érintkezve, a bazál membránnal együtt alkotják a here-vér gátat. Erre azért van szükség, mert a csövekben fejlődő hímivarsejtek átrendezett, haploid génállománya eltér a szervezet normál sejtjeitől, így el kell rejteni őket az immunrendszer elől. A Sertoli-sejteken kívül a csövekben a különböző fejlődési stádiumban lévő hímivarsejteket láthatóak. Legkívül helyezkednek el a spermatogoniumok, melyek nagy, kerek sejtek, ezek a spermatogenesis kiindulási sejtjei. Ezek között megkülönböztetünk A és B spermatogoniumot. Az A típus mitotikus sejtosztódásokat hajt végre, ezáltal folyamatos sejtutánpótlást biztosít a spermatogenezis számára. A képződő két utódsejt közül az egyik B típusú spermatogonium, ez fog továbbfejlődni spermiummá. A spermatogoniumok után a lumen felé találhatóak a spermatocyták. Ezek képződnek a B típusból. A spermatocytákban már meiotikus sejtosztódás zajlik. Az elsőrendű spermatocytában megy végre az első meiotikus osztódás, az utódsejtek a másodrendű spermatocyták, melyekben szinte azonnal megindul a második meiotikus osztódás, létrehozva a spermatidákat, melyek már a végleges hímivarsejtre jellemző haploid genetikai állományt hordozzák. Ezek találhatók a lumen belsejében, kicsi, kerekded sejtek. Ezek további érése a Sertoli-féle dajkasejtekben történik (spermiohistogenesis), itt alakul ki az érett spermiumra jellemző ék alakú fej, melyet az acrosoma sapka fed, illetve itt alakul ki az aktív mozgásukat lehetővé tevő ostoruk is. Az érett spermiumok elhagyják a Sertoli-sejteket, ismét a lumenbe kerülnek, ahonnan a csöveken keresztül a mellékherébe vándorolnak.
A csövek közti térben csoportosan találhatóak a Leydig-féle intersticiális sejtek, ezek termelik a tesztoszteront.

### Vérellátása, nyirokelvezetése
A here vérét az arteria testicularisból kapja, mely közvetlenül az aortából ered, majd az ondózsinórban haladva éri el a herét. Az artériát a here vénás vérét elvezető érhálózat fogja körül, ez a plexus pampiniformis, mely a vena testicularisba folytatódik. Ez a jobb oldalon rendszerint a vena cava inferiorba hegyesszögben, a bal oldalon a vese vénájába (vena renalis) T-alakban ömlik. A két lábon járás, valamint a bal oldali derékszögű beömlés az elsődleges oka a here visszértágulatának (varicocele testis), ami ebből kifolyólag főleg a bal herét érinti.
A herezacskó nyirokerei a felszínes ágyéki nyirokcsomókba vezetnek, a here regionális nyirokcsomói azonban, lévén a hasüregből származik, az aorta körül, mélyen a hasüregben találhatóak. Ez az oka annak, hogy a here rosszindulatú daganatai, amennyiben észrevétlenek maradnak, a hasüregi nyirokcsomókba adnak áttétet (metastasist).

### Fejlődéstana
Az utód neme a megtermékenyítés pillanatában eldől. A petesejt mindig X-kromoszómát hordoz, így az utód nemét kizárólag a hímivarsejt határozza meg. Amennyiben a megtermékenyítő spermium Y-kromoszómát hordozott, az utód fiú lesz (kromoszómális nem). Ebben a legfontosabb szerepe az Y-kromoszóma rövid karjának 11.3-as régiójában kódolódó SRY (sex-determining region) génnek van. Ez a gén a TDF (testis-determining factor) nevű fehérjét kódolja, melynek hatására a gonádtelepek a herék irányába fejlődnek tovább.
Az ivarszervek kezdeti fejlődése a két nemben azonos, egészen a 6-7. hétig. A közös gonádtelep, amiből fiúkban a here, lányokban a petefészek fejlődik (gonadális nem); az ősvese (mesonephros) elülső felszínén jelenik meg, mint a felszíni hám megvastagodása, melyből aztán hámcsapok (primitív csírakötegek) nyúlnak az alatta található embrionális kötőszövetbe (mesenchyma). Az ősivarsejtek a szikzacskó falában, az allantoisz közelében találhatók, és csak a 6. héten vándorolnak be a fejlődő gonádtelepekbe. Eddig a pontig a két nemben azonos a gonádok fejlődése, ám a csírasejtek megérkezése után a nemek szerinti fejlődés elkülönül.
A TDF hatására a primitív csírakötegek továbbfejlődnek, kialakítva a here velőkötegeit, valamint a rete testist. Eközben a felszínen kialakul az erős, kollagénben gazdag tok, a tunica albuginea. A velőkötegekben csatornák jelennek meg, valamint ezekből fejlődnek ki a Sertoli-féle dajkasejtek is. A csatornák között található kötőszöveti sejtekből a Leydig-sejtek lesznek, melyek kb. a 8. héten megkezdik a tesztoszteron termelését. A fejlődő here által elválasztott hormonok felelősek az ivarcsatornák és a külső nemi szervek férfi irányú fejlődéséért. (Például az anti-Müller hormon hatására visszafejlődik a Müller-cső amelyből nőnemű magzatban a petevezeték, a méh, valamint a hüvely (vagina) felső része fejlődik.)
A mellékhere az ősveséből fejlődik, a heréből a mellékherébe futó csatornák annak a származékai.
A hasüregben található herétől egy szalag húzódik a lágyékcsatornán át egészen a későbbi herezacskóhoz. A herék a születés előtt ennek mentén vándorolnak le végleges helyükre, a herezacskóba.

## Betegségei, sérülései
A here külső behatásokra meglehetősen érzékeny, sérülései igen fájdalmasak.
- Rejtettheréjűség (cryptorchismus): A herék eredetileg a hasüregben indulnak fejlődésnek, majd a lágyékcsatornán át szállnak le a herezacskóba. Amennyiben ez a folyamat elmarad, rejtettheréjűségről beszélünk. A "bennragadt" herét mielőbb rá kell bírni arra, hogy levándoroljon, mert a hasüregben uralkodó magasabb hőmérséklet károsítja, ami nemzőképtelenséghez vezet. Kezdetben hormonterápia alkalmazható, majd amennyiben az nem hatékony, akkor sebészileg kell orvosolni.
- Herecsavarodás (torsio testis): A herevezeték megcsavarodásával járó, súlyos állapot. A herét ellátó artériák összenyomódnak, lumenük elzáródik, a vérellátás megszűnik. Az ereken kívül természetesen az idegek is összenyomódnak, emiatt hirtelen fellépő, erős fájdalommal jár. Az érintett here megduzzad, felette a herezacskó kivörösödik. Orvosi beavatkozás híján 4-5 órával később maradandó szövetelhalás lép fel, majd végül a teljes here elhal.
- Here-visszértágulat (varicocele testis)
- Here vízsérv (hydrocele testis): A here burkai közti folyadékgyülem, rendszerint egyoldali. Oka lehet a nyirokelvezetés elsődleges zavara, de létrejöhet gyulladásos folyamatok, valamint daganat kapcsán is. Tumoroktól könnyen elkülöníthető, puha tapintatú szemben a daganatokkal, melyek kemény csomó formájában jelentkeznek.
- Heregyulladás (orchiditis): A here duzzadt, fájdalmas, felette a herezacskó kivörösödik és érzékennyé válik, a beteg lázas. Gyerekkorban a mumpsz járhat heregyulladással, míg felnőttkorban inkább bakteriális fertőzések a jellemzőek. Mivel a here tokja (tunica albuginea) kollagéngazdag, nehezen tágítható, ezért a here duzzadása nagy nyomást gyakorol annak szöveteire. Szövődményeként terméketlenség (infertilitás) alakulhat ki.
- Heretuberkulózis (orchidoepididymitis tuberculosa): A mycobacterium tuberculosis által okozott sajátos típusú heregyulladás, melynek során a herébe jutott kórokozók a más szervekben tapasztalhatókhoz hasonlóan sajtos nekrózist (caseatio) okoznak, ami a here súlyos károsodásával és nemzőképtelenséggel jár.
- A here daganatos megbetegedései: A hererák elsősorban a fiatalabb férfiak betegsége. A korai felismerésnek döntő szerepe van, az idejében felismert tumor jól gyógyítható, a túlélés ebben az esetben közel 100%-os.
- Endokrin kórképek: A különböző hormonális zavarok hatással lehetnek a here méretére és működésére.

## Kasztráció
A kasztrálás vagy kasztráció olyan beavatkozást jelent, mely során férfiban a herék, nőben a petefészkek funkciója elvész. Magát a fogalmat elsősorban a férfiak esetében használják. Elérhető kémiai úton, amikor különböző gyógyszerekkel leállítják a herék tesztoszteron termelését, vagy erős röntgen és gamma sugárzással, de lehet sebészi is, melynek során eltávolítják a heréket (orchiectomia).